# Hajdukówka (obwód miński)
Hajdukówka (biał. Гайдукоўка, ros. Гайдуковка) – wieś na Białorusi, w obwodzie mińskim, w rejonie mińskim, w sielsowiecie Szerszuny.